# Gaylord Family Oklahoma Memorial Stadium
El Gaylord Family Oklahoma Memorial Sstadium, también conocido como Owen Field o The Palace on the Prairie, es un estadio de futbol americano ubicado dentro del campus de la Universidad de Oklahoma en Norman (Oklahoma, Estados Unidos). Es el campo de los Oklahoma Sooners y, tras las renovaciones realizadas antes del inicio de la temporada 2019, su aforo oficial es de 80 126 espectadores, lo que lo convierte en el cuadragésimo primer (41.º) estadio más grande del mundo, el décimo quinto estadio universitario más grande de Estados Unidos y el noveno más grande de la Conferencia del Sureste.
El estadio tiene forma de cuenco, con su eje longitudinal orientado de norte a sur, y sus extremos septentrional y meridional están cerrados. El extremo meridional sólo ha estado cerrado desde la temporada baja 2015-2016, cuando se renovó como parte de un proyecto de 160 millones de dólares. Los asientos para visitantes se encuentran en la zona meridional y en las secciones meridionales del lado oriental. Las secciones de asientos para estudiantes se encuentran en la tribuna oriental, alrededor de la banda Pride of Oklahoma, de 350 miembros, que se encuentra en la sección 29, entre las líneas de 20 y 35 yardas. La banca de los Sooners solía estar ubicada en el lado este, junto con los estudiantes, pero la banca local se trasladó al lado oeste a mediados de los 90.